# Cueva de Rocafort
La cueva de Rocafort se encuentra en el municipio de Rocafort (Valencia) España. Se trata de un enterramiento eneolítico de pequeñas dimensiones descubierto en el subsuelo de una calle de Rocafort en 1933.
Al roturar el terreno apareció una losa redonda de unos 70 centímetros de diámetro, cubriendo un agujero que daba paso a una covacha de 6,40 por 5,70 y 1,80 metros de altura. , Francisco Sanchis descubrió restos tanto humanos como materiales,  que depositó primero en su casa y posteriormente puso a disposición de los miembros del   Servicio de Investigación Prehistórica, de los restos humanos encontrados, puede deducirse que se trataba de un enterramiento familiar, compuesto por dos adultos, un niño y una joven, ésta probablemente enfermiza puesto que el cráneo presentaba deformaciones, así como fragmentos de un cuenco de cerámica; un puñal de lengüeta de cobre, cinco puntas de flecha de pedúnculo y aletas, un raspador, un cuchillo y una laminilla, todo en sílex; un colgante de Purpura hemastoma perforada; un colmillo de jabalí; una lámina de hueso y más de 3500 cuentas de collar de diversas materias.